# Rue Hézelon
La rue Hézelon est une rue liégeoise du quartier du Laveu reliant la rue du Laveu à la rue des Wallons.

## Situation et description
Cette artère pavée, rectiligne et en montée est située dans le bas du quartier du Laveu. Longue d'environ 122 m, elle applique un sens unique de circulation automobile de la rue du Laveu vers la rue des Wallons. Parmi la petite quarantaine d'immeubles que compte la rue, vingt-neuf d'entre eux possèdent des jardinets grillagés alignés à l'avant des bâtiments donnant une certaine homogénéité du bâti ainsi qu'une constante verdoyante à la rue par la présence de haies, d'arbustes et de massifs floraux. Ces maisons se situent, du côté impair, des nos 1 à 29 et, du côté pair, des nos 4 à 30.

## Odonymie
Cette rue percée en 1877 prend le nom de rue de l'Épargne.
Depuis la fusion des communes en 1977, la rue rend hommage à Hézelon, chanoine et mathématicien liégeois né vers le milieu du XIe siècle et architecte de l'abbaye de Cluny III à partir de 1088.

## Architecture

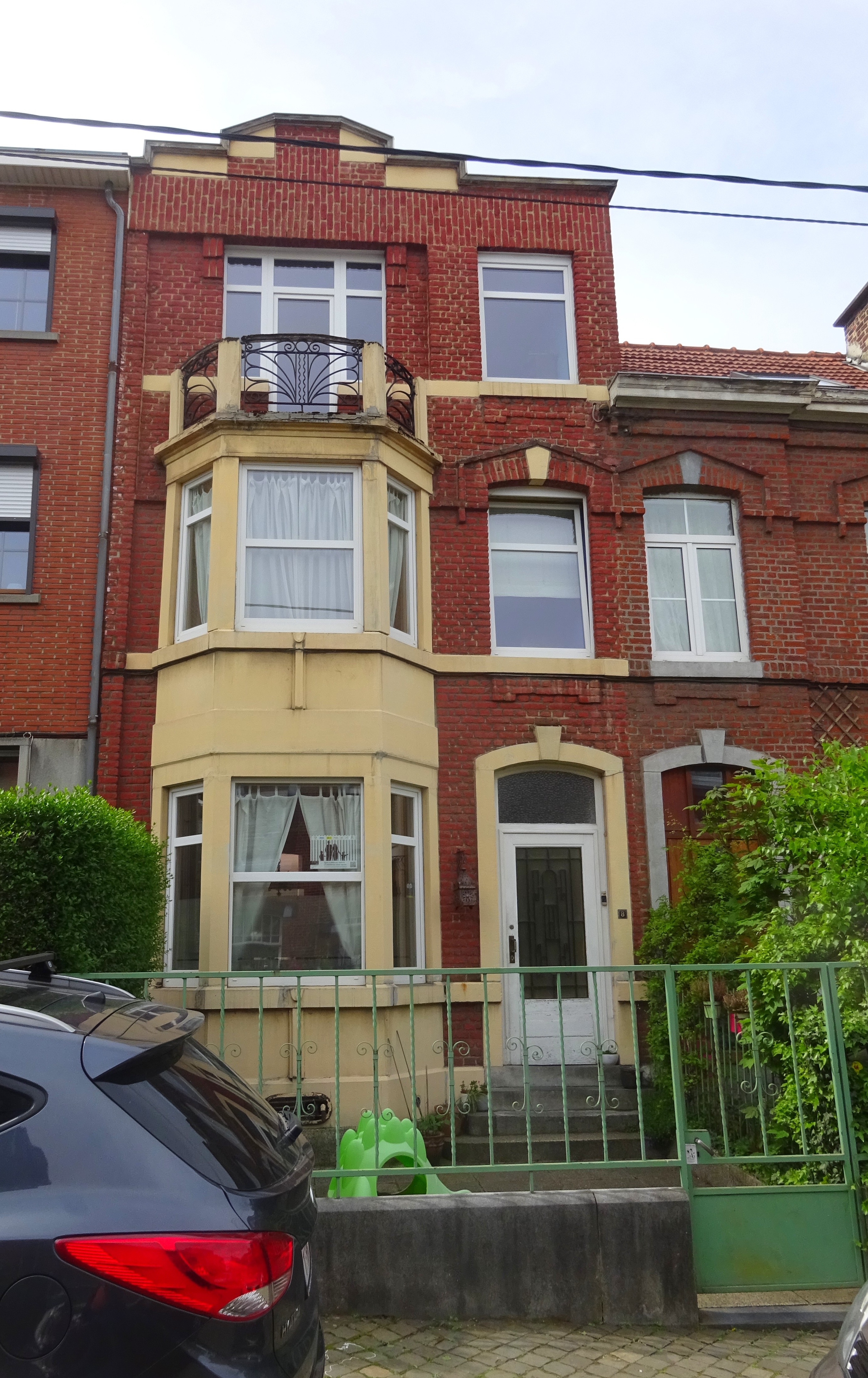
Rue Hézelon, 8

L'immeuble situé au no 8 possède un oriel sur deux niveaux (rez-de-chaussée et premier étage) aux lignes proches du style Art déco.

## Voies adjacentes
- Rue Lambinon
- Rue du Laveu
- Rue des Wallons